# 鈴木任紀
鈴木任紀（1970年1月19日—），藝名獨活野大木、宇藤鈴木（日语：ウド鈴木），是日本搞笑藝人，與天野博之共同組成漫才團體「KYAEEN」。生於山形縣，所屬經紀公司為淺井企劃。

## 生平
1995年，在日本電視台節目《火焰大對抗》中，加入口袋餅乾團體演出。